# 双胜镇 (阿鲁科尔沁旗)
双胜镇，是中华人民共和国内蒙古自治区赤峰市阿鲁科尔沁旗下辖的一个乡镇级行政单位。

## 行政区划
双胜镇下辖以下地区：
双胜村、红星村、红胜村、北山村、永和村、龙头山村、兴龙庄村、小新庙村、双井村、砖瓦窑村、张家营子村、巴彦包特村、中心村、兴合村、三座山村和沙日呼村。